# Australische Badmintonmeisterschaft 1969
Die Australische Badmintonmeisterschaft 1969 fand vom 31. August bis zum 5. September 1969 in Hobart statt. Es war die 28. Austragung der Badmintontitelkämpfe von Australien.

## Titelträger
| Disziplin    | Sieger                      |
| ------------ | --------------------------- |
| Herreneinzel | Ross Livingston             |
| Dameneinzel  | Judy Nyirati                |
| Herrendoppel | David Hoppen Ron Young      |
| Damendoppel  | Kay Nesbit Cheryl Mullett   |
| Mixed        | David Hoppen Cheryl Mullett |